# Club Dorados de Villa
Club Dorados de Villa es un equipo mexicano de fútbol que milita en la Segunda División de México Liga Nuevos Talentos. El club fue fundado el 28 de octubre de 2014. Radica en la ciudad de Durango, en el estado mexicano de Durango en México.
El equipo comparte el estadio Francisco Zarco con el club Alacranes de Durango de la Segunda división mexicana liga premier.

## Historia
El club es creado con la idea del Lic. Jorge Israel Rocha y el Arq. Jorge López de Nava de apoyar el deporte en el estado de Durango, por lo que decidieron agrupar a jugadores locales que contaban con experiencia en diversas escuelas de fútbol o equipos de nivel amateur.
Con varios partidos de pretemporada, la directiva y los jugadores estaban listos para probar suerte en la Tercera División de México.

### Debut Profesional
Tras una larga espera por los calendarios de la tercera división, se informó que el club Dorados de Villa debutaría oficialmente el 28 de octubre de 2014 en el estadio Francisco Zarco ante la escuadra de Real Magari, de Ciudad Juárez, Chihuahua.
Con 4,000 aficionados que se dieron cita para ver el partido, el equipo de Real Magari tomo la delantera colocando el marcador 0-1 pero las ganas del equipo Duranguense pudo más que los nervios y lograron dar una voltereta final de 2-1 logrando así un debut con triunfo.

### El Primer Gol del Club
Tras ir perdiendo en el marcador contra el equipo de Real Magari, Dorados de Villa tenía que responder para sacar el partido, fue así que el jugador Aldair Conde Isais anotaría el gol del empate a 1-1 pero a la vez quedaría registrado en la historia del club tras ser el primer jugador en anotar en el Club Dorados de Villa como profesionales.
El jugador fue reconocido en la jornada 3 con un trofeo que lo colocara en la historia del club.

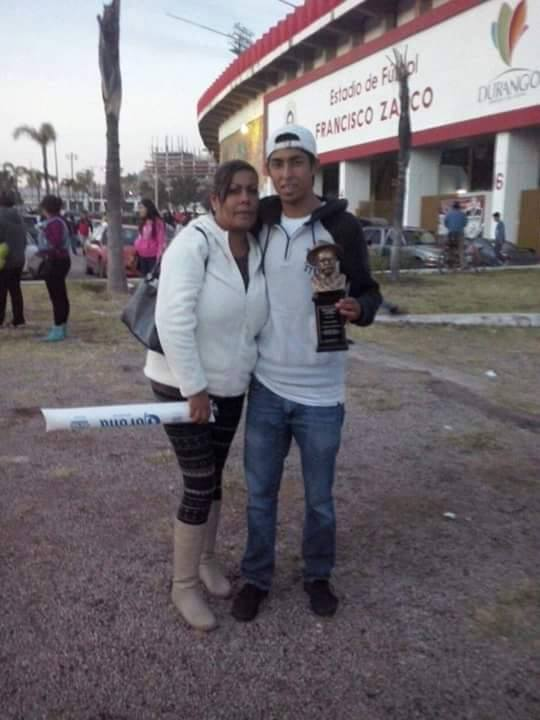
Aldair Conde y su madre con el reconocimiento al anotar el primer gol en la historia del club.

### Racha Invicta del Club
Después de lograr su primer triunfo en la tercera división profesional, el club vio con buenos ojos un futuro prometedor y este se dio en los siguientes duelos.
En la jornada 2 vencieron como visitantes al club de Meloneros de Matamoros, en la jornada 3 recibieron a La Tribu de Cd. Juárez ganando 3-1, en la Jornada 4 empataron 1-1 ante Atlético Gómez Palacio como visitantes y el club de Dorados de Villa se llevó el punto extra en penales.
Llegaba la jornada 5, duelo importante en el cual se jugaba el liderado, el duelo era Dorados de Villa ante Dorados UACH. El equipo de Chihuahua tomo ventaja de 0-2 al medio tiempo, marcador que los locales pudieron empatar 2-2, después de algunos descuidos por ambos equipos, el resultado finalizó 3-3 pero los Duranguenses lograron sacar el punto extra en penales y Dorados de Villa se colocaba 1er lugar del grupo XIV.
A los pocos días del triunfo, la Tercera División decidió quitarle 3 puntos a Dorados de Villa, tras un reclamo del club Atlético Gómez Palacio donde el encuentro de la jornada 4 se cambió oficialmente a un marcador de 3-0 a favor de Gómez Palacio.

## Símbolos

### Escudo
El escudo de Dorados de Villa es de forma circular al tener como fondo un balón, a lado izquierdo se muestra a Pancho Villa, fuente de inspiración para el equipo por su historia en el país, y un poco al centro se encuentra la figura del estado de Durango, estado que representa el equipo en el fútbol profesional.
Fuera de la frontera del círculo, de lado izquierdo, se encuentra el nombre del equipo en color verde.

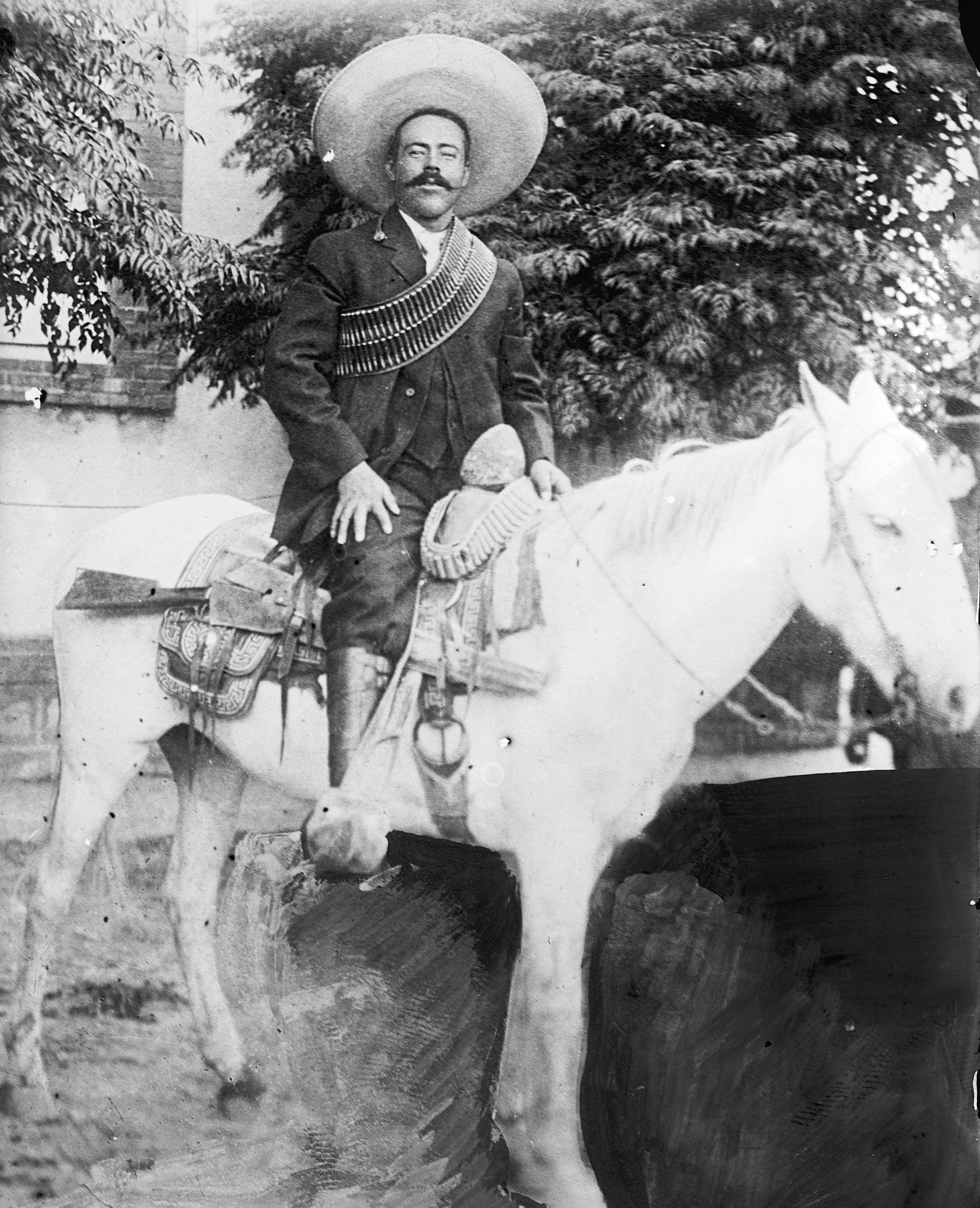
Pancho Villa, emblema del equipo

### Colores
Los colores representativos del club son 3:
- Dorado
- Blanco
- Verde

## Estadio
El Estadio Francisco Zarco es un estadio olímpico de fútbol ubicado en la ciudad de Durango, México, siendo construido en la Ciudad Deportiva hoy conocida como Av. Universidad. Su capacidad es de 18.000 espectadores. Su inauguración nunca se festejó por trabajo que falto realizarse pero el 24 de noviembre de 1957 se realizó el primer encuentro de fútbol.
Al interior del estadio contiene gradas que están divididas por secciones y en la que caben 18.000 espectadores. Tiene un espacio techado y cuenta con múltiples palcos para mayor comodidad. Fuera de él cuenta con un amplio estacionamiento, unidades deportivas de tierra y cemento, además esta a un lado de los estadios de Baseball y Softball, el Estadio Francisco Villa y el Estadio Ángel Carita Medina respectivamente.

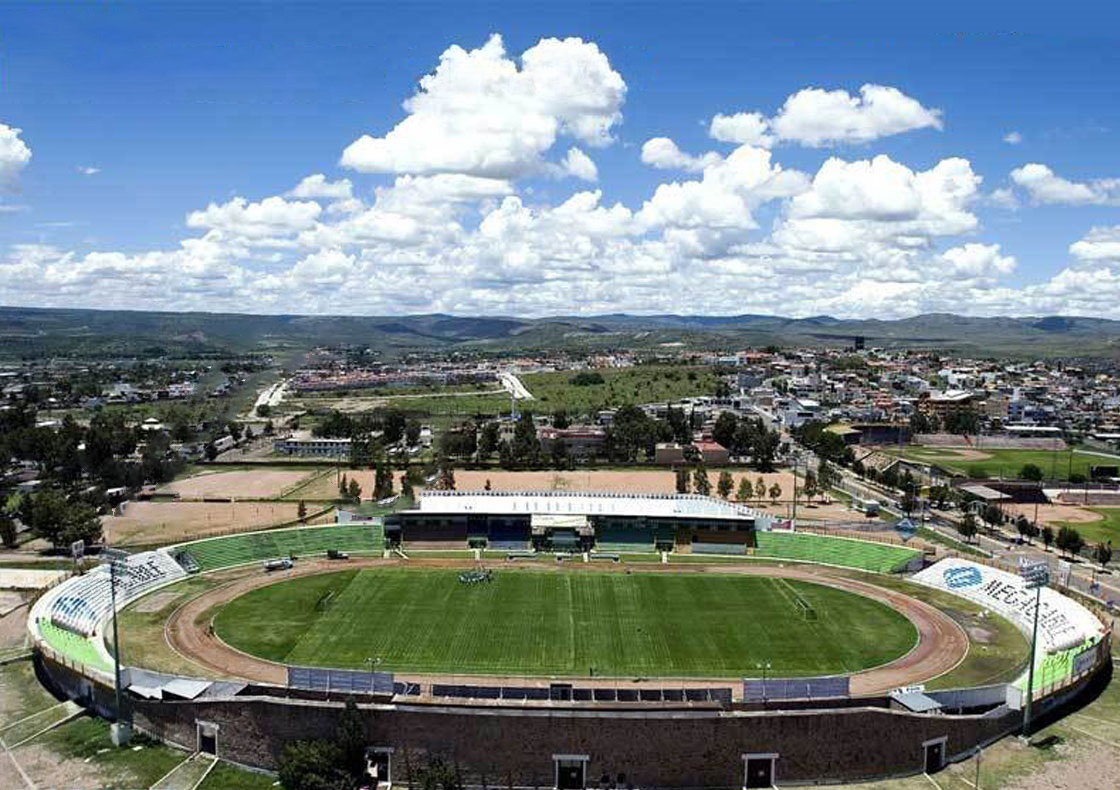
Estadio Francisco Zarco

## Marcas Patrocinadoras
- 2014-2015:  Sday
- 2015-2015:  DoVi
- 2014-2015:  Gerson
- 2016-Presente:  Kappa

## Palmarés

### Tercera División de México
Equipo Revelación: 2014-2015

## Temporadas
| Temporada | División           | Posición        |
| --------- | ------------------ | --------------- |
| 2016/2017 | 5.Tercera División | 6o. Grupo XIV   |
| 2017/2018 | 5.Tercera División | 12o. Grupo XIII |